# Abyssidrilus segonzaci
Abyssidrilus segonzaci is een ringworm uit de familie van de Tubificidae. De wetenschappelijke naam van de soort is voor het eerst geldig gepubliceerd in 1986 door Erséus.